# Rafinha (calciatore 1992)
Rafael Diniz Alves e Silva, meglio noto come Rafinha (Alumínio, 21 giugno 1992), è un calciatore brasiliano, centrocampista o ala del Botafogo-PB.

## Caratteristiche tecniche
È un'ala destra.

## Carriera
Ha esordito in Série A il 9 giugno 2013 disputando con il Ponte Preta l'incontro perso 2-0 contro il Botafogo.

## Palmarès

### Competizioni statali
- Campionato Goiano: 1

Goiás: 2018
- Campionato Potiguar: 1

América-RN: 2024